# Hlinsko (ort i Tjeckien, Pardubice)
Hlinsko är en stad i Tjeckien. Den ligger i distriktet Chrudim och regionen Pardubice, i den centrala delen av landet, 110 km öster om huvudstaden Prag. Hlinsko ligger 561 meter över havet och antalet invånare är 9 831 (2016).
Terrängen runt Hlinsko är platt åt sydväst, men åt nordost är den kuperad. Terrängen runt Hlinsko sluttar norrut. Runt Hlinsko är det ganska tätbefolkat, med 62 invånare per kvadratkilometer. Närmaste större samhälle är Žďár nad Sázavou Druhy, 19,5 km söder om Hlinsko. Omgivningarna runt Hlinsko är en mosaik av jordbruksmark och naturlig växtlighet.
Trakten ingår i den hemiboreala klimatzonen. Årsmedeltemperaturen i trakten är 6 °C. Den varmaste månaden är juli, då medeltemperaturen är 17 °C, och den kallaste är januari, med −8 °C. Genomsnittlig årsnederbörd är 959 millimeter. Den regnigaste månaden är maj, med i genomsnitt 125 mm nederbörd, och den torraste är november, med 37 mm nederbörd.